# Scaphosepalum viviparum
Scaphosepalum viviparum är en orkidéart som beskrevs av Carlyle August Luer. Scaphosepalum viviparum ingår i släktet Scaphosepalum och familjen orkidéer.
Artens utbredningsområde är Panamá. Inga underarter finns listade i Catalogue of Life.